# Arameeërs in Irak
Arameërs in Irak (Syrisch: ܣܘܪ̈ܝܝܐ ܕܥܝܪܩ) (ook wel Assyriërs of Chaldeeërs genoemd) zijn een inheems Neo-Aramees sprekende etnische groep en minderheid in Irak. Arameeërs en Assyriërs zijn christenen en inheems in het Noorden van Irak. Arameeërs in Irak spreken verschillende verwante varianten van het Neo-Aramees.
De Arameeërs en Assyriërs vormden ooit een grote etnische minderheid in Irak en zijn inheems in Noord-Irak. Als gevolg van de opkomst van IS in Syrië en Irak zijn de meeste Arameeërs Irak ontvlucht. Tijdens de Bloedbaden van Simele werd een deel gedwongen om te migreren naar buurland Syrië en zich aan te sluiten bij andere Assyriërs.
Samen met Arameeërs en Assyriërs uit andere Assyrische thuislanden zoals Syrië, Libanon, Turkije en Iran delen ze gemeenschappelijke historische en etnische identiteit gebaseerd op gemeenschappelijke taalkundige, culturele en religieuze tradities met de Aramese diaspora. Veel Arameeërs die gevestigd zijn in de Verenigde staten en Australië hebben wortels in Irak.  
In Irak is ook een aanzienlijk aantal Mandaeërs gevestigd. Een minderheid van hen spreekt nog het Mandaïsch, een variant van het Aramees. Mandeeërs zijn een etnoreligieuze groep die volgelingen zijn van het mandaeïsme. Mandeeërs hebben Aramese wortels.

## Geschiedenis
De eerste aantekeningen van Arameeërs in Irak werden minstens 3000 jaar geleden gemaakt in Aramese staten. In de 9e eeuw V.Chr. migreerden Arameeërs en Chaldeeërs naar delen in Irak. Door de migraties en toenemende aantallen Arameeërs naar verschillende delen van het Midden-Oosten werd hun taal, het Aramees de dominante taal in het gebied. Het Aramees heeft een vastgelegde geschiedenis tot wel 3000 jaar.
In het geografische Babylonië in Irak hadden Arameeërs verschillende bevonden tussen de 8e en 6e eeuw V.Chr. de Aramese stambesturen van Gambulu, Litau en Puqudu.
Arameeërs verwezen in de eerste eeuwen n.Chr. naar hun thuisland in Irak als Beth Aramaye. De term Beth Aramaye wordt gebruikt om de regio en de Sassaniden-provincie Asoristan in Irak tussen de Jabal Ḥamrīn en Maysān aan te duiden. Er zijn 35 Aramese stammen geregistreerd in het jaar 1000 v.Chr. in teksten in Akkadisch spijkerschrift.

### Moderne tijd
Nestoriaanse Assyriërs werden vervolgd en verbannen uit Turkije tijdens de Assyrische genocide in 1915. Overlevenden vluchtten hoofdzakelijk vanuit Hakkari in Turkije naar buurlanden als Irak en Iran en sloten zich aan bij andere Assyriërs. Voor de 21e eeuw waren de meeste Assyriërs behorend tot de Nestoriaanse ritus gevestigd in Hakkari in Oost-Turkije en Iran. De grootste aantallen Assyriërs in Irak waren gevestigd in Mosoel, Ankawa en in de vlakte van Nineve.
De opkomst van IS in Syrië en Irak resulteerde in een grote golf migratie van Assyriërs naar het Westen. De meeste Assyriërs uit Irak vestigden zich in de Verenigde Staten en Australië waar al een grote aantallen gevestigd waren.

## Religie
In Irak wonen Assyriërs die behoren tot verschillende kerken binnen het Syrisch Christendom. Binnen de Vlakte van Nineve en de rest van Irak behoort de meerderheid van de Assyriërs tot de Chaldeeuws-Katholieke Kerk en daaropvolgend de Syrisch-Katholieke Kerk en de Syrisch-Orthodoxe kerk. Een kleine minderheid behoort tot de Nestoriaanse ritus, de Oude Kerk van het Oosten en de Assyrische Kerk van het Ooste. 

## Taal
In Irak wordt door Assyriërs nog Aramees gesproken. Vooral in het Noorden van Irak in steden en dorpen zoals Qaraqosh, Alqosh en Batnaya is Syrisch de dominante taal. Assyriërs in Irak spreken verschillende verwante varianten van Noordoostelijk Neo-Aramees. Het Aramees was zoals in de rest van de Levant en Mesopotamië de dominante taal in Irak totdat totdat het werd verdrongen door het Grieks en Arabisch. Daarnaast wordt het Syrisch gebruikt als liturgische taal van alle Syrische kerken in Irak en de rest van het Midden-Oosten.

## Huidige situatie
Naar schatting wonen er nog ongeveer 200.000 Assyriërs in Irak, waarvan de meerderheid in het noorden woont en in grote steden zoals Erbil en Baghdad. In noord Irak wordt nog steeds Syrisch gesproken in dorpen en steden als Alqosh, Qaraqosh en Batnaya. De situatie is onzeker en instabiel.